# 安徽树蛙
安徽树蛙（学名：Rhacophorus zhoukaiyae）是一种树蛙。分布于中国安徽天堂寨马鬃岭国家级自然保护区。2017年7月25日被安徽大学一课题组发现。栖息于山溪、沼泽、池塘及灌溉地。

## 保护
本种于2023年被收录入《有重要生态、科学、社会价值的陆生野生动物名录》。